# Акт о конституции Ирландского свободного государства
Закон о Конституции Ирландского Свободного Государства 1922 года (вторая сессия) был актом парламента Соединённого Королевства, принятым в 1922 году для внедрения в законодательство Великобритании Конституции Ирландского Свободного Государства и для формальной ратификации Англо-ирландского договора 1921 года.

## Положения
В первоначальном варианте закон о Конституции Ирландского Свободного Государства 1922 года состоял из преамбулы, пяти разделов (три из которых были очень краткими) и приложения. Приложение содержало текст Закона о Конституции Ирландского Свободного Государства (Saorstát Éireann) 1922 года, который был принят в Ирландии Третьего собрания, в качестве учредительного собрания и временного парламента для только что образованного Свободного Государства. Этот ирландский закон сам по себе имел два приложения: первое содержало фактический текст Конституции, а второе — текст договора 1921 года (формально, статьи соглашения о договоре между Великобританией и Ирландией). Преамбула закона Великобритании цитирует раздел 2 ирландского закона:
если какое-либо положение указанной Конституции или любое её изменение, или какой-либо закон, принятый в соответствии с ней, в каком-либо отношении противоречит любому из положений Договора в Приложении (Англо-ирландского договора), то оно будет в той мере, в какой имеется такое противоречие, совершенно недействительным и не имеющим силы, и парламент и Исполнительный совет Ирландского Свободного Государства будут соответственно принимать необходимое дополнительное законодательство и предпринимать другие меры, которые могут потребоваться для обеспечения выполнения Договора в Приложении.
Раздел 1
Установил, что запланированная Конституция вступит в силу после королевской прокламации не позднее 6 декабря 1922 года.
Раздел 2
Содержал переходные положения относительно налоговых обязательств.
Раздел 3
Уполномочил парламент Свободного Государства принимать законодательство, применяемое к другим доминионам.
Раздел 4
Содержал положение, позволяющее парламенту Великобритании принимать законы для Свободного Государства на тех же основаниях, что и для других доминионов.
Раздел 5
Установил короткое название и уточнил, что Договор должен был быть ратифицирован. Статья 12 Договора предоставила Северной Ирландии право отделиться от нового Свободного Государства и вновь присоединиться к Соединенному Королевству, предоставив ее парламенту месяц для принятия решения: так называемый Ульстерский месяц. Договор был неявно принят парламентом Великобритании на голосованиях по Речи Короля в декабре 1921 года, и большинство его положений вступило в силу в марте 1922 года путем принятия Закона о Свободном Государстве Ирландии (Соглашение) 1922 года. Однако ни одно из этих событий не считалось формальной ратификацией договора. Это произошло потому, что Ульстерский месяц должен был начаться сразу после ратификации договора, и считалось, что право выхода не должно применяться до момента, когда Свободное Государство было бы создано. Поэтому Раздел 5 Закона о Конституции Свободного Государства Ирландии объявил, что Закон служит ратификацией договора для целей Ульстерского месяца.

## Принятие закона
Ирландский закон был одобрен ирландским учредительным собранием 25 октября 1922 года. Законопроект для акта Великобритании был представлен премьер-министром Бонаром Лоу в парламент Великобритании в ноябре 1922 года. Третье чтение законопроекта в Палате общин состоялось 30 ноября.
The New York Times сообщила о принятии акта 5 декабря 1922 года следующим образом:
«Сегодня вечером в 6 часов в Палате лордов произошло событие большого исторического интереса и международного значения. За несколько минут до этого момента законопроекты о Конституции Ирландского Свободного государства прошли последний этап в Палате общин благодаря формальному принятию поправок лордов. Они были возвращены, окружённые лентами и запечатанные, самим клерком Палаты общин, и переданы клерку парламента для получения королевского согласия. Как обычно, согласие было дано Королевской комиссией, в состав которой входили лорд Кейв, лорд Новар и лорд Сомерлейтон. Король Георгий совершит специальную поездку из Сандрингема завтра, чтобы провести тайный совет в Букингемском дворце, на котором он подпишет прокламацию, объявляющую о принятии ирландской Конституции британскими и ирландскими парламентами. Конституция вступит в силу сразу же после выхода прокламации.»
The New York Times также сообщила о том, что в парламенте группа коммунистов, поющая «Красный флаг», вызвала небольшие беспорядки во время проведения формальностей, связанных с принятием акта.

## Северная Ирландия выходит из Ирландского свободного государства
7 декабря 1922 года, на следующий день после образования Ирландского свободного государства, парламент Северной Ирландии обратился к королю с просьбой о его отделении от Ирландского свободного государства. Обращение было единодушным, за исключением членов Националистической партии и Шинн Фейн, которые воздержались и отсутствовали. Король вскоре ответил, сообщив, что уведомил своих министров и правительство Ирландского свободного государства о том, что Северная Ирландия покидает его.

## Положение в ирландском праве
После статута Вестминстера 1931 года правительство Великобритании признало право ирландского правительства изменять или отменять акт Великобритании, однако на самом деле ирландское правительство не сделало этого до тех пор, пока акт не был официально отменён как устаревший Статутом о пересмотре законодательства 2007 года. Ирландское правительство изменило ирландский акт в 1933 году, а конституция 1937 года аннулировала всю конституцию Свободного государства. Юридический комитет тайного совета Великобритании в 1935 году постановил, что акт 1933 года неявно изменил акт Великобритании в отношении юрисдикции Свободного государства. Верховный суд Ирландии придерживается мнения, что конституция Свободного государства была принята согласно ирландскому акту, а не последующему акту Великобритании. Это отражает точку зрения о народном суверенитете, а не парламентском суверенитете, поскольку легитимность конституции в конечном итоге проистекает из выборов в Ирландии 1922 года.